# Vlăsinești
Vlăsinești là một xã thuộc hạt Botoșani, România. Dân số thời điểm năm 2002 là 3400 người.